# チアントレン
チアントレン(Thianthrene)は、硫黄を含む複素環式化合物である。ジチインと呼ばれる複素環式化合物の誘導体である。容易に酸化されることで知られる。

## 構造と合成
他の1,4-ジチインと同様に、しかしその酸素アナログであるジベンゾジオキシンとは異なり、チアントレンの形は平面状ではない。2つのベンゾ基の間は128°の角度で曲がっている。
チアントレンは、塩化アルミニウムの存在下でベンゼンを二塩化二硫黄で処理することにより生成する。

## 歴史
チアントレンはジョン・ステンハウスによって、ベンゼンスルホン酸ナトリウムを乾留することで初めて得られた。チアントレンは硫酸により酸化され、赤色のラジカルカチオンを形成する。チアントレンイオンは電子スピン共鳴により特徴付けられている。4つの異なる論文で、チアントレン塩の結晶構造が述べられている。